# Тишевичі
Тише́вичі, Тишковичі — село в Україні, у Ізяславській міській громаді Шепетівського району Хмельницької області. Населення становить 233 особи.

## Географія
На південній стороні від села бере початок річка Руда, права притока Горині.

## Історія
У 1906 році село Сульжинської волості Ізяславського повіту Волинської губернії. Відстань від повітового міста 13 верст, від волості 12. Дворів 83, мешканців 455.
Протягом 1907–1917 років село у складі Заславського ключа Заславського майорату князів Санґушків.
7 (20) листопада 1917 року, відповідно до Третього Універсалу Української Центральної Ради, увійшло до складу Української Народної Республіки.
12 червня 2020 року, відповідно до розпорядження Кабінету Міністрів України № 727-р «Про визначення адміністративних центрів та затвердження територій територіальних громад Хмельницької області», увійшло до складу Ізяславської міської територіальної громади.
19 липня 2020 року, в результаті адміністративно-територіальної реформи та ліквідації Ізяславського району, село увійшло до складу новоутвореного Шепетівського району.